# Bocana chosenana
Bocana chosenana là một loài bướm đêm trong họ Noctuidae.